# Jon Kasdan
Jonathan Kasdan (født 30. september 1979) er en amerikansk skuespiller, filminstruktør og manuskriptforfatter. Han er søn af filminstruktøren Lawrence Kasdan og manuskriptforfatteren Meg Kasdan samt bror til instruktøren og skuespilleren Jake Kasdan.
Kasdan debuterede som instruktør med In the Land of Women (2007), som han også havde skrevet manuskript til. Han har arbejdet som forfatter på den amerikanske tv-serie Freaks and Geeks (2000) og som skuespiller i Dawson's Creek (2002) og Dreamcatcher (2003). Han debuterede som skuespiller i 1983 i sin fars film The Big Chill. Som voksen skrev han manuskriptet til Solo: A Star Wars Story (2018) sammen med sin far.

## External sources
- Jon Kasdan på Internet Movie Database (engelsk)
- Jon Kasdan på Filmdatabasen
- Jon Kasdan på AlloCiné (fransk)
- Jon Kasdan på AllMovie (engelsk)
- Jon Kasdan på The Movie Database (engelsk)
- Adam Brody seduces Chicago on "In the Land of Women", MidwestBusiness.com, 4/17/07